# پیر موسکا
پیر موسکا (انگلیسی: Pierre Mosca؛ زادهٔ ۲۴ ژوئیهٔ ۱۹۴۵) بازیکن فوتبال اهل فرانسه است.
از باشگاه‌هایی که در آن بازی کرده‌است می‌توان به باشگاه فوتبال موناکو و باشگاه ورزشی مون‌پلیه اشاره کرد.